# Baumgarten Ferenc Ferdinánd
Baumgarten Ferenc Ferdinánd (Budapest, 1880. november 6. – Ótátrafüred, 1927. január 18.) magyar esztéta, műkritikus, a róla elnevezett irodalmi díj megalapítója.

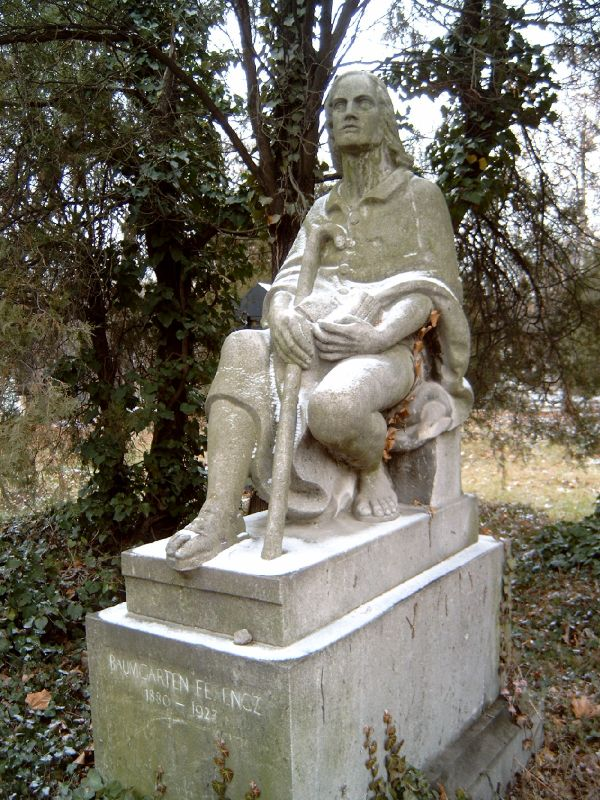
Baumgarten Ferenc Ferdinánd sírja Budapesten. Kerepesi temető: 26/1-1/a-33. Beck Ö. Fülöp alkotása.

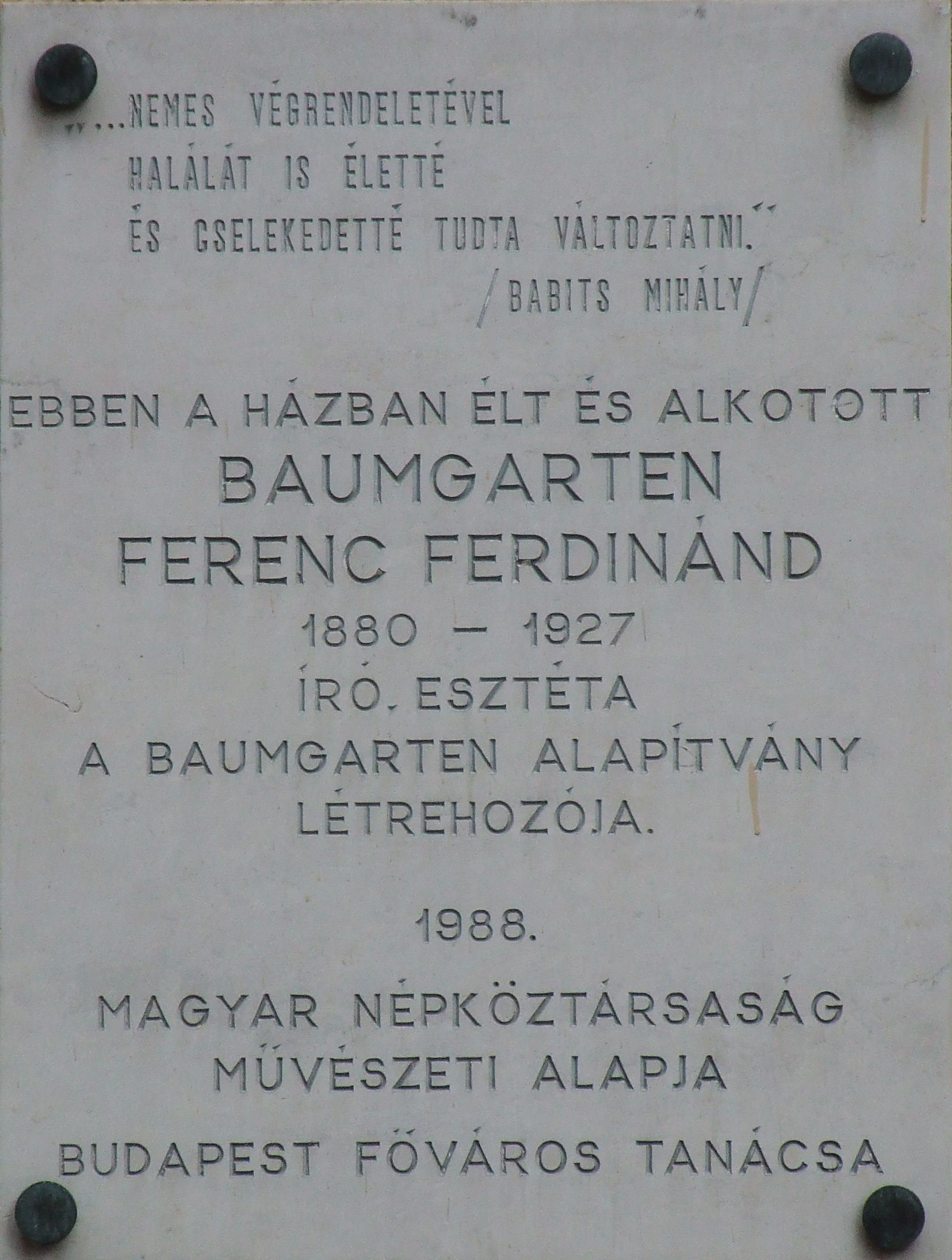
Baumgarten Ferenc Ferdinánd emléktáblája Budapest V. kerületében.

## Élete
Édesapja Baumgarten Leó, édesanyja Baumgarten Emília volt. Rokona volt Baumgarten Izidor és Baumgarten Nándor. Egész fiatalon a Budapesti Szemlébe írt kritikai tanulmányokat. Egyetemi tanulmányai elvégzése után Németországba költözött és német író lett. Főleg irodalom- és művelődéstörténettel és esztétikával foglalkozott és ilyen irányú munkássága német irodalmi körökben nagy méltánylásra talált. Nagyobb, új szempontokban gazdag, beható tanulmányt írt Conrad Ferdinand Meyerről, másik könyve: „A modern regény fejlődése”. írt még több finom, mély érzésű novellát, és kéziratban is több munkát hagyott hátra.

## A Baumgarten-díj
Baumgarten a magyar irodalomban azzal tette nevét halhatatlanná, hogy mintegy egymillió pengőt  kitevő vagyonát a magyar írókra hagyta. E hagyaték egyike volt a legnagyobb magyar kulturális alapítványoknak, s kamatait olyan magyar írók kapták, akiknek munkássága csakis eszmei célokat szolgált. Az alapítvány vagyonkezelői Baumgarten végrendelete alapján Babits Mihály költő és barátja, Basch Lóránt budapesti ügyvéd. Az első Baumgarten-díjat 1929. január 18-án osztották ki tíz magyar író között, akik fejenként négyezer pengőt kaptak.

## Művei
- Das Werk Conrad Ferdinand Meyers (München, 1917)
- Zirkus Reinhardt (Potsdam, 1920)

## Jellemzése
A Baumgarten Alapítvány közgyűlésén 1946. január 18-án Lukács György így méltatta: „Baumgarten minden barátja tudja, hogy kevés ember élt olyan küzdő, olyan kínlódó munkával teljes életet, mint ez a minden életgondtól megkímélt ember. A Meyer-könyv több mint egy fél évtized szinte emberfeletti megerőltetéseiből, egy sereg tervezet, egy sereg szövegvariáns, a többször már szinte kész könyv újból és újból való elvetése után jött létre. (...) Nem lettem volna hű Baumgarten emlékéhez, tízéves benső barátságunk emlékéhez, ha ezt a kiúttalanságot nem a legélesebben domborítottam volna ki. Mert komoly tehetsége mellett, ez jellemzi Baumgartent a legmélyebben: az a rendíthetetlen becsületesség és meg nem alkuvás, amellyel életének, társadalmi és világnézeti helyzetének ezt a problematikáját egészen a tragikusságig végigélte.”